# غدد درون‌ریز و متابولیسم کودکان
غدد درون‌ریز و متابولیسم کودکان (به انگلیسی: Pediatric endocrinology) یک رشتهٔ فوق‌تخصص پزشکی است که با اختلالات غدد درون‌ریز، مانند تغییرات رشد جسمی و جنسی در دوران کودکی، دیابت و بسیاری موارد دیگر، سروکار دارد.
متخصصان این رشته، بسته به محدودهٔ سنی بیمارانی که درمان می‌کنند، می‌توانند از نوزادی تا اواخر نوجوانی و اوایل بزرگسالی از بیماران مراقبت می‌کنند.
شایع‌ترین بیماری این تخصص، دیابت نوع ۱ است که معمولاً حداقل ۵۰٪ از موارد معمول بالینی را تشکیل می‌دهد. مشکل شایع بعدی، اختلالات رشد است، به خصوص آن دسته از اختلالاتی که با هورمون رشد قابل درمان هستند. متخصصان غدد درون‌ریز کودکان معمولاً پزشکان اصلی درگیر در مراقبت‌های پزشکی از نوزادان و کودکان مبتلا به اختلالات بیناجنسی هستند. این تخصص همچنین به هیپوگلیسمی و سایر اشکال هایپرگلیسمی در دوران کودکی، تغییرات بلوغ و همچنین سایر مشکلات آدرنال، تیروئید و هیپوفیز می‌پردازد. بسیاری از متخصصان غدد درون‌ریز کودکان در متابولیسم استخوان، متابولیسم چربی، بیماری‌های دختران نوجوانان یا خطاهای مادرزادی متابولیسم علاقه و تخصص دارند.
از لاوسون ویلکینز، که پیشگام این تخصص در بخش اطفال دانشکدهٔ پزشکی دانشگاه جانز هاپکینز و خانهٔ هریت لین در بالتیمور بین اواخر دههٔ ۱۹۴۰ و اواسط دههٔ ۱۹۶۰ بود، به عنوان اولین متخصص غدد درون‌ریز کودکان یاد می‌شود.

## دستورالعمل‌های درمانی بحث‌برانگیز
در سال ۲۰۲۱، انجمن غدد درون‌ریز کودکان توصیه‌های به‌روز شده‌ای را برای استفاده از هورمون‌درمانی محرک رشد و داروهای مرتبط در کودکان ارائه داد. دستورالعمل‌های درمان با هورمون رشد و فاکتور رشد شبه انسولین-۱ در کودکان و نوجوانان از سال ۲۰۰۳ به‌روزرسانی شده‌اند و منعکس‌کنندهٔ بحث‌های مداوم در مورد چگونگی تشخیص، طبقه‌بندی و درمان نارسایی رشد در کودکان هستند. این دستورالعمل با پیروی از رویکرد GRADE (درجه‌بندی توصیه‌ها، ارزیابی، توسعه و ارزشیابی) تدوین شده است.